# Musa Gibril Bala Gaye
Musa Gibril Bala Gaye GORG (* 13. August 1946; auch Mousa G. Bala Gaye) war Minister für Finanzen und Wirtschaft und Außenminister von Gambia.

## Leben
Bala Gaye ist ein gambischer Politiker, Wirtschaftswissenschaftler, Banker und Diplomat. Er hatte eine lange Karriere im Dienst der Regierung und wirkte im Bankbereich und in der Wirtschaft, bevor er am 25. September 2003 als Finanzminister (Secretary of State for Finance and Economic Affairs) in das Kabinett Yahya Jammeh eintrat. Er diente in dieser Position bis zum 10. März 2005.
Am 24. März 2005 wurde er Außenminister (Secretary of State for Foreign Affairs) von Gambia und hatte diese Position bis zum 24. Oktober 2005 inne. Bei einer Kabinettsumbildung nahm er anschließend die Position als Minister für Handel, Industrie und Gewerbe (Secretary of State for Trade, Industry and Employment) an. Kurz darauf, am 15. November, übernahm er bei einer weiteren Kabinettsumbildung wieder das Ressort Finanzen und Wirtschaft.
Den Orden Grand Officer (GORG) erhielt Bala Gaye im Mai 2009.
Am 19. Juni 2009 wurde Bala Gaye von Abdou Kolley als Finanzminister abgelöst.